# Tryurydowate

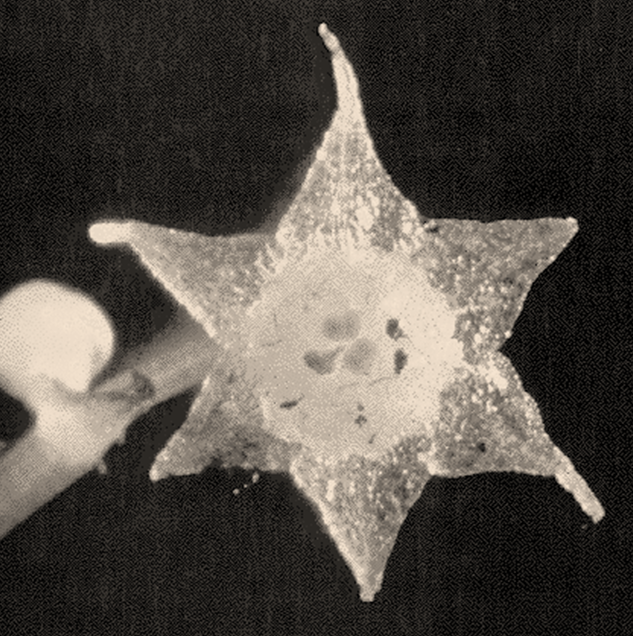
Lacandonia schiamatica

Tryurydowate (Triuridaceae Gardner) – rodzina z rzędu pandanowców (Pandanales). Należy do niej 8–9 rodzajów z około 50 gatunkami występującymi w strefie tropikalnej. Największe zróżnicowanie jest w Ameryce Południowej i Centralnej (od Gwatemali i Chiapas po południową Brazylię i Paragwaj), gdzie występuje 6 rodzajów. Pozostałe rodzaje rozproszone są w strefie międzyzwrotnikowej Afryki i Azji Południowo-Wschodniej. Są to niewielkie bezzieleniowe myko-heterotrofy z drobnymi kwiatami posiadającymi wolne owocolistki.

## Morfologia
PokrójNiewielkie rośliny bezzieleniowe, zwykle wieloletnie. Pęd zabarwiony na biało, żółto, czerwonawy lub fioletowy.
ŁodygaNadziemne prosto wzniesione, cienkie, wyrastają z także cienkich, podziemnych kłączy pokrytych łuskami.
LiścieSilnie zredukowane, skrętoległe i łuskowate, z pojedynczą żyłką.
KwiatyRośliny dwupienne lub jednopienne, z kwiatami zwykle jednopłciowymi, zwykle też promienistymi, rzadziej grzbiecistymi, drobnymi. Kwiaty wsparte przysadkami zebrane są w grono lub baldachogrono, rzadko kwiatostany zredukowane są do pojedynczego kwiatu. Okwiat pojedynczy, składa się z trzech do 10 listków, czasem zrastających się u nasady i z przydatkami (kończykami) na końcach. Kwiaty męskie z 3 czterosporangiowymi lub 6 dwusporangiowymi pręcikami. Pręciki bywają siedzące, osadzone na nitkach lub androgynoforze. Kwiaty żeńskie z sześcioma lub większą liczbą wolnych owocolistków.
OwoceDrobne, grubościenne mieszki, podobne do niełupek, czasem jednak niełupki właśnie. Nasiona drobne.

## Systematyka
Rodzina ze względu na myko-heterotroficzny charakter i zredukowaną budowę organów przez długi czas była bardzo kłopotliwa do sklasyfikowania i umieszczana była w różnych miejscach systemu jednoliściennych. Ze względu na wolne owocolistki, rośliny te dawniej były uważane za spokrewnione z żabieńcowatymi (Alismataceae) i dopiero badania molekularne pozwoliły na ujawnienie ich pozycji filogenetycznej. W systemie Takhtajana rodzina sytuowana była we własnym, monotypowym rzędzie Triuridales.
Na podstawie zegara molekularnego wiek rodziny jest określany na 90 milionów lat. Z tego czasu skamieniałości (tzn. pochodzące z kredy) tu klasyfikowanych roślin znaleziono w New Jersey w Ameryce Północnej.
Pozycja systematyczna według Angiosperm Phylogeny Website (aktualizowany system APG IV z 2016)
|  | Stemonaceae                                                                            |
|  |                                                                                        |
|  | \| \| pandanowate Pandanaceae \| \| \| \| \| \| okolnicowate Cyclanthaceae \| \| \| \| |
|  |                                                                                        |
|  | pandanowate Pandanaceae                                                                |
|  |                                                                                        |
|  | okolnicowate Cyclanthaceae                                                             |
|  |                                                                                        |

|  | pandanowate Pandanaceae    |
|  |                            |
|  | okolnicowate Cyclanthaceae |
|  |                            |

|  | Stemonaceae                                                                            |
|  |                                                                                        |
|  | \| \| pandanowate Pandanaceae \| \| \| \| \| \| okolnicowate Cyclanthaceae \| \| \| \| |
|  |                                                                                        |
|  | pandanowate Pandanaceae                                                                |
|  |                                                                                        |
|  | okolnicowate Cyclanthaceae                                                             |
|  |                                                                                        |

|  | pandanowate Pandanaceae    |
|  |                            |
|  | okolnicowate Cyclanthaceae |
|  |                            |

Podział rodziny
Podrodzina Kupeaeae:
- Kihansia Cheek – rodzaj monotypowy z gatunkiem Kihansia lovettii
- Kupea Cheek & S. A. Williams

Podrodzina Sciaphileae:
- Sciaphila Blume, w tym Seychellaria Hemsl. i Hyalisma Champion
- Soridium Miers – rodzaj monotypowy z gatunkiem Soridium spruceanum

Podrodzina Triurideae:
- Lacandonia E.Martínez & Ramos – rodzaj monotypowy z gatunkiem Lacandonia schismatica
- Peltophyllum Gardner
- Triuridopsis H.Maas & Maas
- Triuris Miers